# 78e division d'infanterie (Allemagne)
Pour les articles homonymes, voir 78e division.
La 78e division d'Infanterie  (en allemand : 78. Infanterie-Division ou 78. ID) devenue 78e division d'assaut (en allemand : 78. Sturm-Division) est une des divisions d'infanterie de l'armée allemande (Wehrmacht) durant les Première et Seconde Guerre mondiale.

## Historique
La 78e division d'infanterie est formée le 26 août 1939 à Stuttgart dans le Wehrkreis V en tant qu'élément de la 2. Welle (2e vague de mobilisation) par incorporation de réservistes de Bade-Wurtemberg.
Du 26 septembre 1939 à mai 1940, elle est cantonnée en Allemagne en réserve sur le Rhin à Bretten et doit attendre 10 mai 1940 pour voir l'action.
Du 10 mai au 22 juin 1940, elle participe au Plan jaune et à la bataille de France dans la 9e Armée et combat au Luxembourg, en Belgique et au nord de Reims dans la région d'Épernay.
De juin 1940 à avril 1941, la division étant prévue pour participer à l'opération Seelöwe, elle reste stationnée dans le Nord de la France.
D'avril à juin 1941, elle stationne en Pologne, puis jusqu'en juillet 1941, elle participe à l'opération Barbarossa dans le Groupe d'armées Centre (Heeresgruppe Mitte) avec la 4e armée et combat à Bialystok, Moguilev et Roslavl. En août 1941, elle combat à la bataille de Smolensk. En septembre 1941, elle participe aux combats de Ielnia et à la bataille de la poche de Viazma-Briansk. D'octobre à décembre 1941, la division progresse et arrive à Rouza situé à environ 100 kilomètres de Moscou. Elle subit de lourdes pertes lors de la contre-offensive d'hiver russe et combat à Rjev et Cholm. Elle reçoit le Infanterie-Regiment 14 de la 5e division d'infanterie en novembre 1941 en remplacement du Infanterie-Regiment 238 détruit.
En 1942, elle combat au sein du Heeresgruppe Mitte avec le 9e corps d'armée de la 4. Panzerarmee, puis 3e Panzer Armee sur la rivière Gjat de janvier à mai, puis avec la 9. Armee dans le 46e corps d'armée, puis le 39e corps d'armée à Rjev. En août 1942, lors de l'offensive soviétique, elle défend Ioukhnov et Gshatsk. De septembre à décembre 1942, elle participe aux batailles de Rjev, autour de Moscou, et à l'opération Mars.
La 78e division d'infanterie est renommée et réorganisée en 78. Sturm-Division le 30 décembre 1942 après les lourdes pertes subies (il ne reste que 1 500 soldats).
Son blason s'agrémente du poing de fer.
La désignation de Sturm (Assaut) lui permet d'être équipée avec les dernières technologies et armes militaires :
- Canons d'assaut (Sturmgeschütz III)
- Tracteurs d'artillerie à chenilles (Raupenschlepper Ost) et de transport de troupes (mobilité tout terrains)
- Canon Pak de 75 mm
- Flak
- Lance-grenades.

De février à juillet 1943, elle se bat à Orel.
Puis, jusqu'en janvier 1944, elle combat à Briansk, Ielnia et Orcha durant l'opération Zitadelle et la seconde bataille de Smolensk.
En juillet 1944, elle est détruite après les combats de Minsk et de Tscherwen durant l'opération Bagration. Les survivants sont versés à la 543e Volksgrenadier-Division
Elle est reconstituée à Münsingen le 18 juillet 1944 en tant 78. Grenadier-Division à partir de la 543e division de grenadiers alors en formation. Elle est renommée le 9 octobre 1944 en 78. Volksgrenadier-Division puis en février 1945 en 78. Volks-Sturm Division.

## Organisation

### Commandants
| Date                                  | Grade                  | Commandant                             |
| ------------------------------------- | ---------------------- | -------------------------------------- |
| 1er septembre 1939 - 1er octobre 1939 | General der Artillerie | Fritz Brand                            |
| 1er octobre 1939 - 29 septembre 1941  | General der Artillerie | Curt Gallenkamp                        |
| 29 septembre 1941 - 19 novembre 1941  | Generalleutnant        | Emil Markgraf                          |
| 19 novembre 1941 - 1er avril 1943     | General der Infanterie | Paul Völckers                          |
| 1er avril 1943 - 1er novembre 1943    | Generalleutnant        | Hans Traut                             |
| 1er novembre 1943 - 15 février 1944   | Generalleutnant        | Heribert von Larisch                   |
| 15 février 1944 - 12 juillet 1944     | Generalleutnant        | Hans Traut                             |
| 12 juillet 1944 - 23 septembre 1944   | General der Infanterie | Siegfried Rasp                         |
| 23 septembre 1944 - 1er décembre 1944 | Generalmajor           | Alois Weber                            |
| 1er décembre 1944 - 18 janvier 1945   | Generalleutnant        | Harald von Hirschfeld (mort au combat) |
| 18 janvier - 1er mai 1945             | Generalmajor           | Wilhelm Nagel                          |
| 1er mai 1945 - 8 mai 1945             | Generalmajor           | Erich Geißler                          |

## Théâtres d'opérations
- Allemagne : septembre 1939-mai 1940
- France : mai 1940-juin 1941
- Front de l'Est secteur Centre : juin 1941-mai 1945
  - 22 juin-19 août 1944 : offensive Vitebsk-Orcha

## Ordre de batailles
1939
- Infanterie-Regiment 195
- Infanterie-Regiment 215
- Infanterie-Regiment 238
- Artillerie-Regiment 178
- Pionier-Bataillon 178
- Panzerabwehr-Abteilung 178
- Aufklärungs-Abteilung 178
- Infanterie-Divisions-Nachrichten-Abteilung 178
- Divisions-Nachschubführer 178

En 1943
- Sturm-Regiment 14
- Sturm-Regiment 195
- Sturm-Regiment 215
- Granatwerfer-Bataillon 5
- Sturmgeschütz-Abteilung 189
- Flak-Abteilung 293
- Artillerie-Regiment 178
- Pionier-Bataillon 178
- Panzerjäger-Abteilung 178
- Sturm-Divisions-Nachrichten-Abteilung 178
- Kommandeur der Divisions-Nachschubtruppen 178